# أصل النطق
أصل النطق يرتبط بالمعضلة  الأعم لأصل اللغة في سياق التطور الفيزيولوجي لأعضاء النطق كاللسان والشفاه والأعضاء الصوتية المستخدمة لإنتاج الوحدات الصوتية في جميع اللغات الإنسانية.

## خلفية
أصبح تطور قدرات الحديث البشرية مجالًا متميزًا منفصلًا في العديد من النواحي ضمن مجال البحث العلمي. يرتبط أصل تطور النطق بالمشكلة الأكثر شمولية لأصل اللغة وذلك كون اللغة ليست محكية بالضرورة وإنما يمكن أن تكون مكتوبة أو مصاغة على شكل إشارات، أي أن الكلام بهذه الطريقة اختياري رغم أنه الطريقة الافتراضية للغة.
مما لا جدال فيه أن السعادين والقردة والبشر كالعديد من الحيوانات الأخرى طورت آليات متخصصة لإنتاج الصوت لأهداف التواصل الاجتماعي، ولكن من ناحية أخرى لا يوجد سعدان أو قرد يستخدم لسانه لمثل هذه الأغراض. وهذا بالتالي يضع استخدام جنسنا غير المسبوق للسان والشفاه والأجزاء المتحركة الأخرى الكلام في فئة منفصلة تمامًا مما يجعل ظهوره التطوري تحديًا نظريًا مثيرًا للاهتمام في نظر العديد من العلماء.

## تطور أعضاء النطق
النطق هو الطريقة الافتراضية للغة في كل الثقافات إذ أول ما نلجأ له نحن البشر هو تشفير أفكارنا على شكل أصوات وهي طريقة تعتمد على قدرات متطورة في السيطرة على الشفاه واللسان وغيرها من أجزاء الجهاز الصوتي.
يوافق الجميع على أن أعضاء النطق تطورت لغرض التغذية والتنفس في المقام الأول وليس من أجل الكلام؛ إذ تملك الرئيسيات غير البشرية أعضاء متشابهة إلى حد كبير، مع تحكم عصبي مختلف.
تستخدم القردة ألسنتها المرنة للأكل لا للنطق إذ يُثبَّط التحكم الحركي الدقيق باللسان عندما لا تأكل، فهي إما تحرك لسانها بمرونة أو أنها تنطق ولا يمكنها القيام بالنشاطين معًا. ينطبق هذا على الثدييات عمومًا لكن يُعتبر الإنسان العاقل استثنائيًا في استغلال الآليات المصممة للتنفس والبلع للنطق.

### اللسان
تُشتق الكلمة «لغة» من اللغة اللاتينية «لسان»؛ إذ يتفق علماء الصوت على أن اللسان هو المفصل الأهم في لفظ الكلمات تتبعه الشفاه، ويمكن اعتبار اللغة الطبيعية طريقةً تستخدم اللسان للتعبير عن الأفكار.
يملك اللسان البشري شكلًا غير عادي؛ فعند معظم الثدييات يكون عبارة عن بنية طويلة مسطحة، ومعظمه ضمن الفم، مثبت في الجزء الخلفي من العظم اللامي والذي يقع أسفل المستوى الفموي ضمن البلعوم. يملك اللسان عند البشر حدودًا دائرية سهمية (خط وسط) يتوضع العديد منها عموديًا أسفل البلعوم حيث يرتبط بالعظم اللامي في موضع منخفض منه. كنتيجة لذلك، تكون الطرق الأفقية (داخل الفم) الطرق العمودية (أسفل الحنجرة) التي تشكل القناة الصوتية فوق الحنجرية متساوية الطول تقريبًا بينما تكون الطرق العمودية أقصر في الأنواع الأخرى. يمكن للسان تغيير المقطع العرضي لكل طريق أثناء تحريك الفكين للأعلى والأسفل بشكل مستقل مما يغير تردد التكوينات وفقًا لذلك. يسمح تحريك الطرق بالزاوية الصحيحة بلفظ الحروف الصوتية «آي- I» و«يو- U» و«إيه- A» والتي لا يمكن للرئيسيات غير البشرية لفظها.
تكون ألسنة البشر أقصر وأرق بكثير من باقي الثدييات ومكونة من عدد أكبر من العضلات وهذا ما يعطي تنوعًا في الأصوات داخل التجويف الفموي ويزداد تنوع الإنتاج الصوتي مع ازدياد قدرة الإنسان على فتح وإغلاق مجرى الهواء مما يسمح لكميات متنوعة من الهواء بالخروج من الأنف.
تجعل الحركات الدقيقة المرتبطة باللسان والمجرى الهوائي البشر أكثر قدرة على إنتاج مجموعة واسعة من الأشكال المعقدة في سبيل إصدار الأصوات في مختلف المعدلات والكثافات.

### الشفاه
الشفاه مهمة عند البشر لنطق الأصوات الساكنة الاحتكاكية والانفجارية إضافةً إلى الحروف الصوتية، مع ذلك لا شيء يشير إلى أن تطور الشفاه كان لهذه الأسباب. أدى التحول من النشاط الليلي إلى النهاري خلال تطور الرئيسيات عند الأبخصيات والقردة والسعادين (النسناسيات بسيطة الأنف) إلى زيادة الاعتماد على البصر على حساب الشم ليصبح الخطم لديها أقصر وتفقد الأنف. كذلك، أصبحت عضلات الوجه أقل تقييدًا مما مكنها من المساعدة في خدمة أغراض الوجه التعبيرية، أما الشفاه فغدت أكثر سماكة وتجويف الفم أصغر.
يعتبر تطور الشفاه العضلية المتحركة أمرًا مهمًا للغاية للنطق عند الإنسان، حدث نتيجةً للتحول النهاري والتواصل البصري عند السلف الأساسي للنسناسيات بسيطة الأنف. من غير الواضح ما إذا كانت شفاهنا خضعت للتأقلم مع متطلبات الكلام المحددة.

### تحكم الجهاز التنفسي
عزز البشر التحكم بالتنفس مقارنة مع الرئيسيات غير البشرية ليتمكنوا من تمديد الزفير وتقصير فترة الشهيق خلال الحديث. تساعد العضلات بين الضلعية والداخلية البطنية على توسيع الصدر وتسمح للهواء بالدخول إلى الرئتين وبالتالي تتحكم بخروج الهواء أثناء إفراغ الرئتين؛ ولهذا تكون العضلات المعنية بهذه العملية أكثر تعصيبًا لدينا نحن البشر مقارنةً بالرئيسيات الأخرى غير البشرية.
تُظهر الدلائل المأخوذة من أحافير أشباه البشر أن توسع النفق الفقري -وبالتالي أبعاد الحبل الشوكي- لم يحدث ربما عند الأسترالوبيثكس أو الإنسان المنتصب، لكنه كان موجودًا عند النياندرتال والإنسان الحديث الأول.

### النطق عند النياندرتال
يرى معظم المتخصصين أن قدرات الكلام عند النياندرتال لا تختلف بشكل جذري عما هي عليه في الإنسان العاقل الحديث. توجد حجج غير مباشرة تدعي أن تكتيكات الصيد وصنع الأدوات الخاصة بهم كان من الصعب تعلمها أو تنفيذها دون أي نوع من الكلام. يشير الحمض النووي الريبوزي منقوص الأكسجين المستخلص حديثًا من عظام النياندرتال إلى أنه يملك النسخة نفسها من جين FOXP2 الموجودة عند الإنسان الحديث. يلعب هذا الجين الذي وُصف خطأً على أنه جين قواعدي دورًا في السيطرة على الحركات الفموية الوجهية التي تشارك في الكلام عند الإنسان الحديث.
ساد خلال سبعينيات القرن الماضي الاعتقاد بأن النياندرتال افتقر للقدرات الكلامية الحديثة، إذ زُعم أنهم امتلكوا عظمًا لاميًا مرتفعًا جدًا في القناة الصوتية مما منعهم من إنتاج بعض الحروف الصوتية. يوجد العظم اللامي عند العديد من الثدييات. يسمح هذا العظم بنطاق واسع من الحركة لكل من اللسان والبلعوم والحنجرة من خلال دعم هذه الهياكل بطريقة تسمح بخلق نوع من التباين لإصدار الأصوات.
بينت الدراسات مؤخرًا أن موضعه المنخفض ليس فريدًا عند الإنسان العاقل وأن علاقته بالمرونة الصوتية مبالغ فيها؛ يملك الرجال حنجرة أخفض لكنهم لا يصدرون معدلًا أوسع من الأصوات مقارنةً بالنساء والأطفال بعمر عامين.
لا يوجد دليل على أن موضع الحنجرة عند النياندرتال أعاق تنوع أصوات الحروف المصوتة القادر على إصدارها. اكتُشِفَ مؤخرًا عظم لامي حديث الشكل عند رجل نياندرتال ضمن مغارة كبارة في إسرائيل، ما أثار الجدل حول ما إذا كانت الحنجرة المنحدرة لديهم أعطتهم قدرات كلام شبيهة بالإنسان. مع ذلك، ادعى باحثون آخرون أن تشكل العظم اللامي ليس مؤشرًا على موضع الحنجرة فمن الضروري أخذ قاعدة الجمجمة والفك السفلي والفقرات العنقية ومستوى الأعصاب القحفية بالحسبان.
يُعتَقد أن أشباه البشر في العصر البليستوسيني الأوسط المنحدرين من أتابويركا في إسبانيا كانوا أسلافًا للنياندرتال. يشير شكل الأذن الخارجية والوسطى لدى هؤلاء الأسلاف إلى امتلاكهم حساسية سمعية مشابهة لتلك الموجودة عند الإنسان الحديث ومختلفة جدًا عما هي عليه عند الشمبانزي. ويُعتقد أنهم ربما كانوا قادرين على التفريق بين العديد من أصوات الكلام المختلفة.